# Temperatura samozapłonu
Temperatura samozapłonu – najniższa temperatura, w której substancje palne w obecności powietrza ulegają samorzutnemu zapaleniu się. Do zapłonu w tej temperaturze nie jest potrzebna zewnętrzna inicjacja np. w postaci płomienia czy iskry.
Operowanie substancjami znajdującymi się w temperaturze przekraczającej temperaturę samozapłonu musi się odbywać w atmosferze gazu obojętnego (np. azotu, dwutlenku węgla czy argonu).